# Radio 1 80-a
Radio 1 80-a (radio ena osemdeseta) je radijska postaja, vključena v radijsko mrežo Infonet, ki predvaja največje glasbene hite 80-ih. 
Radio je možno poslušati na območju osrednje Slovenije, preko digitalnega radijskega oddajanja (DAB+) pa je radio slišen po vsej Sloveniji.
Radio je začel oddajati 23.1.2023 na frekvencah Radia 2.

## Programske vsebine[2]
- Jutro na Radiu 1 80-a
- Dan na Radiu 1 80-a
- Popoldne na Radiu 1 80.a
- Večer na Radiu 1 80-a (torek in četrtek)
- Vikend na Radiu 1 80-a

## Frekvence[3]

### DAB+:
- SLO DAB+ R1 (215,072 MHz (kanal 10D)): celotna Slovenija

### FM:
- Osrednja Slovenija: 92,6MHz (oddajnik Ljubljana 3 - Šance)

## Voditelji
Sedanji:
- Matjaž Lovše
- Sanja Brezočnik
- Igor Kukovec
- DJ Zok
- Simon Klanfer